# Beelu Nemzeti Park
A Beelu Nemzeti Park Nyugat-Ausztráliában található, Perthtől keletre, Mundaring város szomszédságában, a Mundaring Weir Road útvonal mentén.  A nemzeti park a Parks of Darling Range parkcsoport része. A Beelu Nemzeti Parkot korábban Mundaring Nemzeti Parknak hívták.
A parkot 1995-ben hozták létre az állam kormányzatának az őshonos erdők védelmére alkotott stratégiája részeként. A parkot 2008-ban nevezték át a terület eredeti tulajdonosainak ismeretében. A Beelu szó az őslakos Noongar népcsoport folyó jelentésű szava. A noongar népcsoport volt a terület eredeti őslakossága, akiknek területe a Helena-folyótól, a Swan-folyón át egészen a Canning-folyóig terjedt.
A nemzeti park területén élő növényfajok közül a legelterjedtebbek az Eucalyptus marginata, a Corymbia calophylla, a Zamia nemzetség tagjai, a Banksia grandis egyedei és a kazuárfafélék egyedei.

## Szolgáltatások
A park területén található illemhely, barbecue készítési lehetőséget biztosító tűzrakóhely, illetve túraútvonalak és biciklis útvonalak is. A Perth Hills National Parks Centre információs központ a park területén található. Nyugat-Ausztrália legnagyobb tölgyfája található a park Fred Jacby Park elnevezésű részén.

## Képgaléria

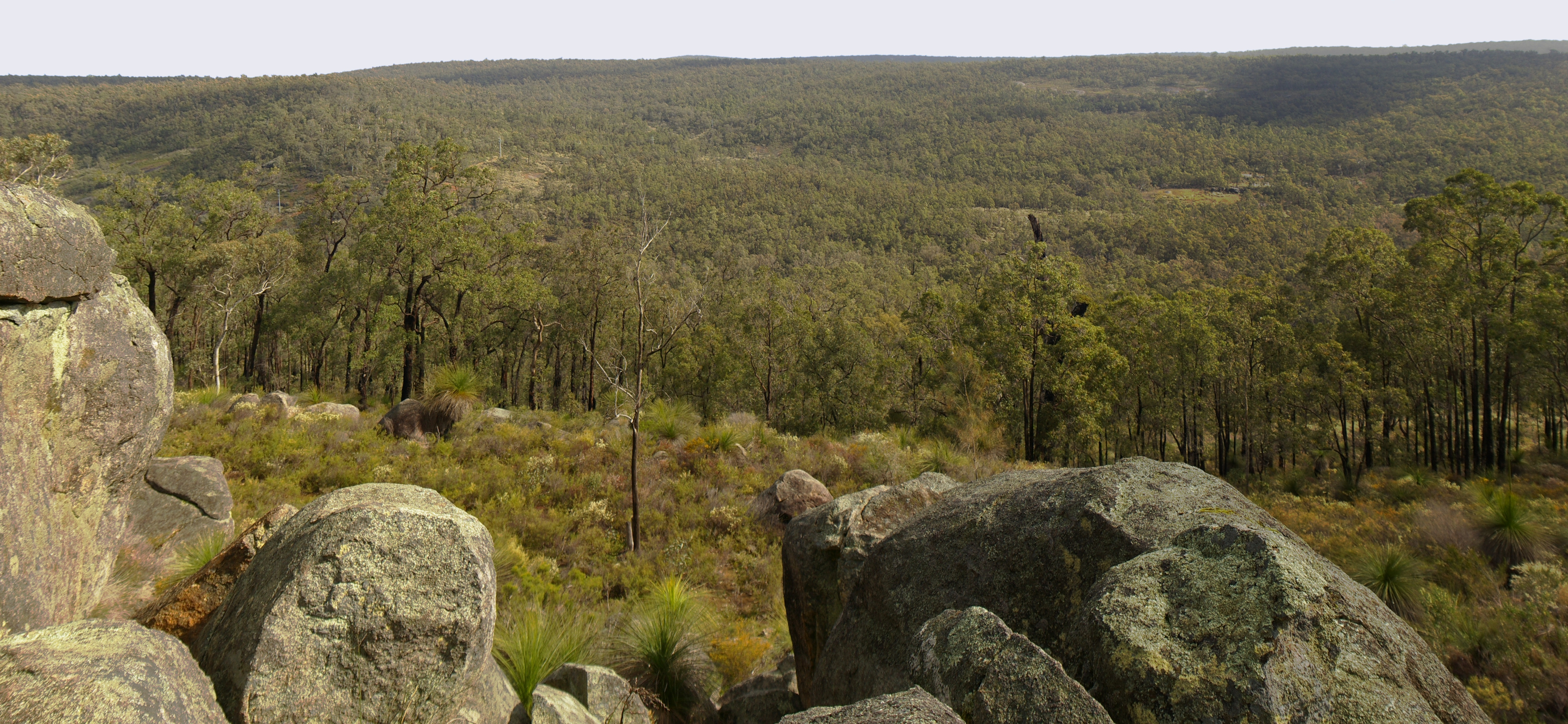
A Helena-völgy
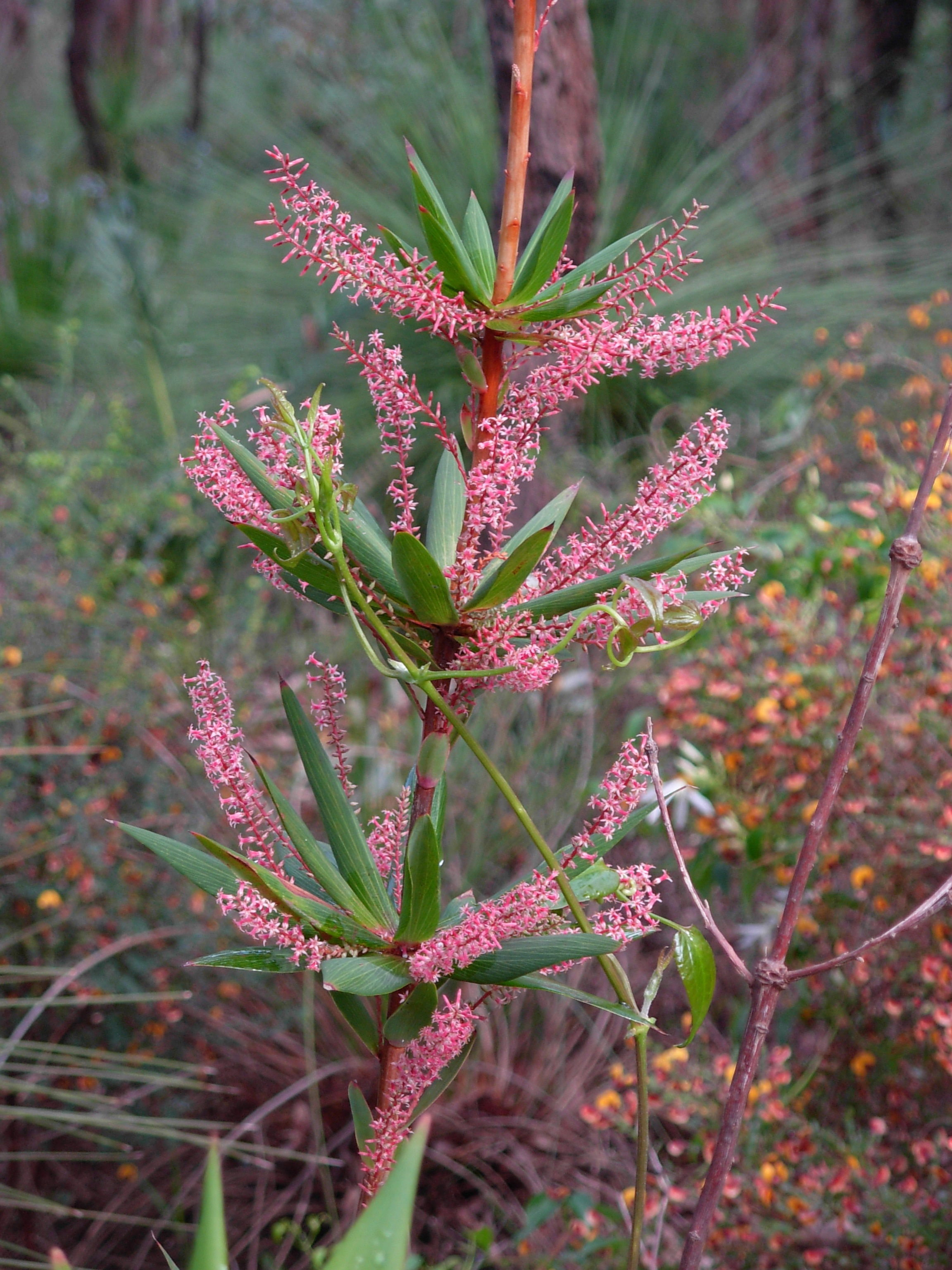
Egy Leucopogon verticillatus virág
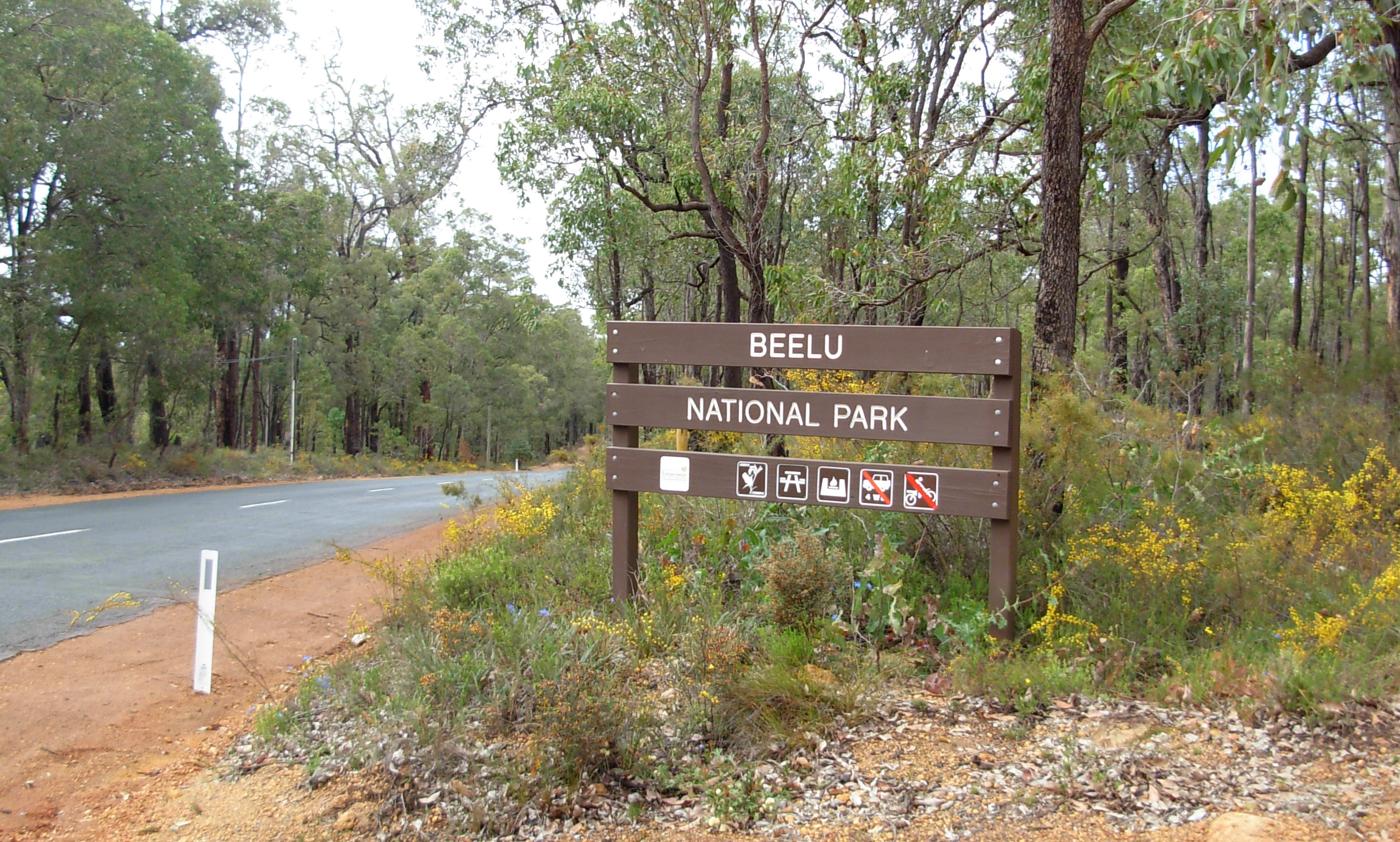
A Mundaring Weir Road, Darling Range, Nyugat-Ausztrália

## Fordítás
Ez a szócikk részben vagy egészben  a   Beelu National Park című angol Wikipédia-szócikk ezen változatának fordításán alapul.  Az eredeti cikk szerkesztőit annak laptörténete sorolja fel. Ez a jelzés csupán a megfogalmazás eredetét és a szerzői jogokat jelzi, nem szolgál a cikkben szereplő információk forrásmegjelöléseként.